# 604 Records
604 Records ist ein von Chad Kroeger (Sänger und Gitarrist der Band Nickelback) im Jahr 2002 gegründetes kanadisches Musiklabel.

## Geschichte
Die 604 im Namen bezieht sich auf eine Telefonvorwahl der Lower Mainlands und der Stadt Vancouver in British Columbia, wo sich die Büros des Unternehmens befinden. Die Karriere der kanadischen Rockband Theory of a Deadman nahm mit der Unterzeichnung eines Plattenvertrages bei 604 Records ihren Anfang.

## Musikgruppen (Auswahl)
- Aaron Pritchett
- Armchair Cynics
- Artisan Kane
- Daniel Wesley
- Faber Drive
- Jakalope
- Jessie Farrell
- Marianas Trench
- Melissa Rae Barrie
- My Darkest Days
- Oakalla
- Theory of a Deadman
- The Jins
- The Suits XL
- The Zolas
- Thornley
- Tommy Lee
- Tour Dates
- Small Town Pistols
- The Organ